# 達納氏燭光魚
達納氏燭光鱼（学名：[Polyipnus danae] 错误：{{Lang}}：文本有斜体标记（帮助））为輻鰭魚綱巨口魚目褶胸鱼科的其中一種。分布於西太平洋區，包括南中國海及菲律賓海域，為深海魚類，棲息深度可達700公尺，會進行垂直性洄游，體長可達2.8公分。